# Stavros Katsanevas
Stavros Katsanevas, né en 1953 à Athènes et mort le 27 novembre 2022 à Pise, est un astrophysicien gréco-français

## Biographie
Il a été directeur de l'Observatoire gravitationnel européen, professeur (classe exceptionnelle) à l'Université Paris Cité, ancien directeur du laboratoire AstroParticle and Cosmology (APC) et ancien président du Consortium européen de physique des astroparticules (APPEC). En 2000, il reçoit pour ses travaux sur la supersymétrie le prix de physique de l'Académie d'Athènes. 
En 2002, il devient directeur scientifique adjoint de l' IN2P3 / CNRS pour le domaine de la physique des neutrinos et des astroparticules (jusqu'en 2012), transféré en même temps à l'Université Paris VII Denis Diderot, où il est professeur classe exceptionnelle. Depuis 2018, il est directeur de l' Observatoire gravitationnel européen près de Pise.
Dans ce cadre, il est l'un des principaux protagonistes de l'expérience sur les oscillations des neutrinos (expérience longue base CERN-Gran Sasso OPERA 1998–2002).
Il est par ailleurs l'un des chercheurs qui s'est penché sur les photodétecteurs innovants à haute sensibilité avec haute résolution spatiale et temporelle
En 2011, il reçoit l'Ordre national du Mérite. Il était membre ordinaire de l'Académie des sciences de l'Europe, de la Terre et du Cosmique depuis 2019.
Katsanevas meurt à Pise, en Italie, le 27 novembre 2022, à l'âge de 69 ans.